# Сумбеїла Діакіте
Сумбеїла Діакіте (фр. Soumbeïla Diakité, нар. 25 серпня 1984, Бамако) — малійський футболіст, воротар клубу «Стад Малієн» та національної збірної Малі.

## Клубна кар'єра
Народився 25 серпня 1984 року в місті Бамако. Вихованець футбольної школи клубу «Стад Малієн». Дорослу футбольну кар'єру розпочав 2003 року в основній команді того ж клубу, кольори якої захищав до літа 2014 року, вигравши з командою низку національних трофеїв, а також Кубок Конфедерації КАФ у 2009 році.
У сезоні 2014/15 виступав за іранський «Естеглал Хузестан», після чого повернувся в «Стад Малієн».

## Виступи за збірну
Виступав за Малі U-20, що зайняла третє місце в груповому етапі на молодіжному чемпіонаті світу 2003 року. Наступного року у складі олімпійської збірної був учасником Олімпіади в Афінах, на якій його збірна дійшли до чвертьфіналу, посівши перше місце в групі, але програвши Італії в наступному раунді.
2006 року дебютував в офіційних матчах у складі національної збірної Малі. 
У складі збірної був учасником шести поспіль Кубків африканських націй — 2008 року у Гані, 2010 року в Анголі, 2012 року у Габоні та Екваторіальній Гвінеї, на якому команда здобула бронзові нагороди, 2013 року у ПАР, 2015 року у Екваторіальній Гвінеї та 2017 року у Габоні.
Наразі провів у формі головної команди країни 51 матчі.

## Досягнення
Стад Малієн
- Чемпіон Малі (8): 2005, 2006, 2007, 2010, 2011, 2013, 2014, 2016
- Володар Кубка Малі (2): 2006, 2013
- Володар Суперкубка Малі (5): 2005, 2006, 2007, 2009, 2010
- Переможець Кубка Конфедерації КАФ (1): 2009

 Малі
- Бронзовий призер Кубка африканських націй (2): 2012, 2013